# Temporada 1994-95 del València CF
El València CF va realitzar un paper irregular en lliga en la temporada 1994-95, quedant desé classificat. En Copa del Rei, tanmateix, després de quinze anys sense jugar cap final, el València va disputar-se el títol contra el Deportivo de la Coruña. Cinquanta mil valencianistes van anar a Madrid aquell dia, sent la major mobilització d'aficionats en la història del club. El partit, conegut com la final de l'aigua per la pluja que va caure a Madrid, obligà a suspendre el partit amb el marcador 1-1, després d'un gol de falta de Mijatovic, i amb el València CF dominant el partit. Finalment l'equip gallec guanyaria el primer trofeu de la seua història quan el partit es reprenguera tres dies després, marcant un gol al segon cinquanta-huit de la represa.

## Equip

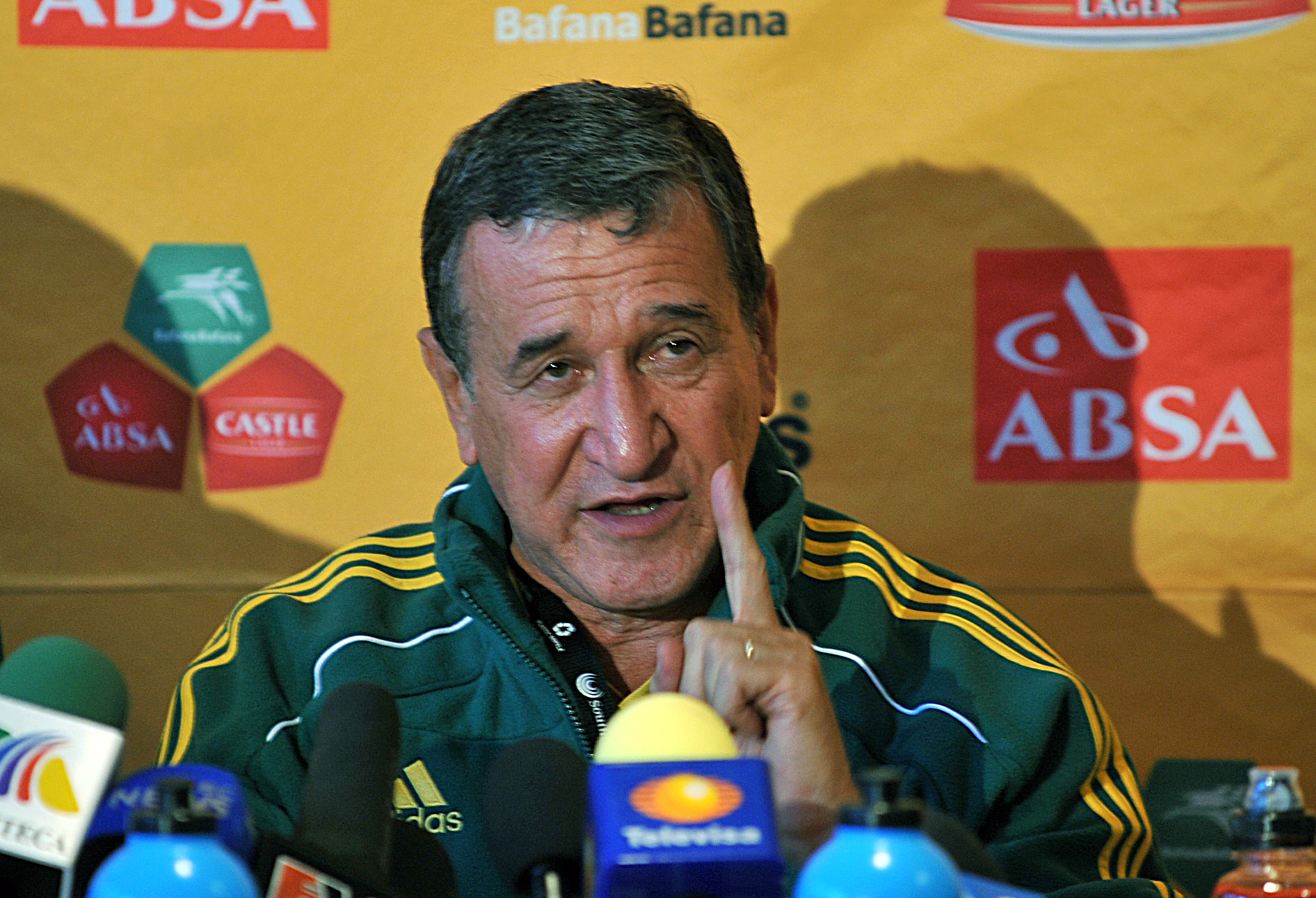
Parreira arribà al València com el tècnic guanyador del Mundial 1994. Tanmateix, el pobre resultat en lliga va portar a la seua destitució en la jornada 35, fent que Rielo haguera de jugar la final de copa.

Jugadors a final de temporada
| N. | Pos. | Nac. | Jugador                |
| -- | ---- | --- | ---------------------- |
| —  | POR  | [[Fitxer:Flag of Spain.svg\|23x15px\|border \|alt=Espanya\|link=Selecció de futbol d'Espanya\|{{#if:\|]]                                                                          | Andoni Zubizarreta     |
| —  | DEF  | [[Fitxer:Flag of Equatorial Guinea.svg\|23x15px\|border \|alt=Guinea Equatorial\|link=Selecció de futbol de Guinea Equatorial\|{{#if:\|]]                                         | Vicente Engonga        |
| —  | DEF  | [[Fitxer:Flag of Spain.svg\|23x15px\|border \|alt=Espanya\|link=Selecció de futbol d'Espanya\|{{#if:\|]]                                                                          | Jorge Otero            |
| —  | DEF  | [[Fitxer:Flag of the Valencian Community (2x3).svg\|23x15px\|border \|alt=València\|link=Selecció de futbol de València\|{{#if:\|]]                                               | Paco Camarasa          |
| —  | MIG  | [[Fitxer:Flag of Brazil.svg\|23x15px\|border \|alt=Brasil\|link=Selecció de futbol del Brasil\|{{#if:\|]]                                                                         | Mazinho                |
| —  | MIG  | [[Fitxer:Flag of Spain.svg\|23x15px\|border \|alt=Espanya\|link=Selecció de futbol d'Espanya\|{{#if:\|]]                                                                          | Gaizka Mendieta        |
| —  | DEF  | [[Fitxer:Flag of the Valencian Community (2x3).svg\|23x15px\|border \|alt=València\|link=Selecció de futbol de València\|{{#if:\|]]                                               | Ferran Giner           |
| —  | MIG  | [[Fitxer:Flag of Serbia and Montenegro; Flag of Yugoslavia (1992–2003).svg\|23x15px\|border \|alt=Sèrbia i Montenegro\|link=Selecció de futbol de Sèrbia i Montenegro\|{{#if:\|]] | Predrag Mijatović      |
| —  | DAV  | [[Fitxer:Flag of Russia.svg\|23x15px\|border \|alt=Rússia\|link=Selecció de futbol de Rússia\|{{#if:\|]]                                                                          | Oleg Salenko           |
| —  | MIG  | [[Fitxer:Flag of the Valencian Community (2x3).svg\|23x15px\|border \|alt=València\|link=Selecció de futbol de València\|{{#if:\|]]                                               | Fernando Gómez Colomer |
| —  | DEF  | [[Fitxer:Flag of Spain.svg\|23x15px\|border \|alt=Espanya\|link=Selecció de futbol d'Espanya\|{{#if:\|]]                                                                          | Antonio Poyatos        |
| —  | DAV  | [[Fitxer:Flag of Bulgaria.svg\|23x15px\|border \|alt=Bulgària\|link=Selecció de futbol de Bulgària\|{{#if:\|]]                                                                    | Lubo Penev             |

| N. | Pos. | Nac. | Jugador                      |
| -- | ---- | --- | ---------------------------- |
| —  | POR  | [[Fitxer:Flag of the Valencian Community (2x3).svg\|23x15px\|border \|alt=València\|link=Selecció de futbol de València\|{{#if:\|]]       | Jose Manuel Sempere          |
| —  | MIG  | [[Fitxer:Flag of the Valencian Community (2x3).svg\|23x15px\|border \|alt=València\|link=Selecció de futbol de València\|{{#if:\|]]       | Robert Fernández             |
| —  | DEF  | [[Fitxer:Flag of Equatorial Guinea.svg\|23x15px\|border \|alt=Guinea Equatorial\|link=Selecció de futbol de Guinea Equatorial\|{{#if:\|]] | Álvaro Cervera               |
| —  | MIG  | [[Fitxer:Flag of Spain.svg\|23x15px\|border \|alt=Espanya\|link=Selecció de futbol d'Espanya\|{{#if:\|]]                                  | Juan Carlos Rodríguez Moreno |
| —  | MIG  | [[Fitxer:Flag of the Valencian Community (2x3).svg\|23x15px\|border \|alt=València\|link=Selecció de futbol de València\|{{#if:\|]]       | Carlos Arroyo                |
| —  | DAV  | [[Fitxer:Flag of Spain.svg\|23x15px\|border \|alt=Espanya\|link=Selecció de futbol d'Espanya\|{{#if:\|]]                                  | Eloy                         |
| —  | DEF  | [[Fitxer:Flag of the Valencian Community (2x3).svg\|23x15px\|border \|alt=València\|link=Selecció de futbol de València\|{{#if:\|]]       | Pep Serer                    |
| —  | DEF  | [[Fitxer:Flag of Spain.svg\|23x15px\|border \|alt=Espanya\|link=Selecció de futbol d'Espanya\|{{#if:\|]]                                  | Enrique Romero               |
| —  | DAV  | [[Fitxer:Flag of Mallorca.svg\|23x15px\|border \|alt=Mallorca\|link=Selecció de futbol de Mallorca\|{{#if:\|]]                            | Pep Gálvez                   |
| —  | DAV  | [[Fitxer:Flag of the Valencian Community (2x3).svg\|23x15px\|border \|alt=València\|link=Selecció de futbol de València\|{{#if:\|]]       | Raúl Ibáñez Galdón           |
| —  | DEF  | [[Fitxer:Flag of the Valencian Community (2x3).svg\|23x15px\|border \|alt=València\|link=Selecció de futbol de València\|{{#if:\|]]       | Quique Medina                |
| —  | POR  | [[Fitxer:Flag of the Valencian Community (2x3).svg\|23x15px\|border \|alt=València\|link=Selecció de futbol de València\|{{#if:\|]]       | José Francisco Molina        |
| —  | DEF  | [[Fitxer:Flag of the Valencian Community (2x3).svg\|23x15px\|border \|alt=València\|link=Selecció de futbol de València\|{{#if:\|]]       | Javi Navarro                 |